# Gaston Mobati
Gaston Mobati (Léopoldville, Congo-Léopoldville; 4 de septiembre de 1961 – Saint-Denis, Reunión; 15 de mayo de 1995) fue un futbolista de la República Democrática del Congo que jugó en la posición de delantero centro.

## Carrera

### Club
| Periodo   | Club             |
| --------- | ---------------- |
| 1983–1985 | AS Bilima        |
| 1985–1986 | FC Montceau      |
| 1986–1989 | Lille OSC        |
| 1989–1990 | Ethnikos Piraeus |
| 1990      | EA Guingamp      |
| 1991      | AS Beauvais      |

### Selección nacional
Jugó para Zaire en un partido de la Copa Africana de Naciones 1988.